# Tricar

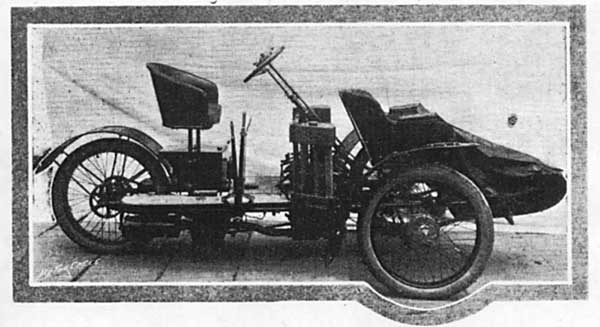
Advance Tri-Car uit 1909

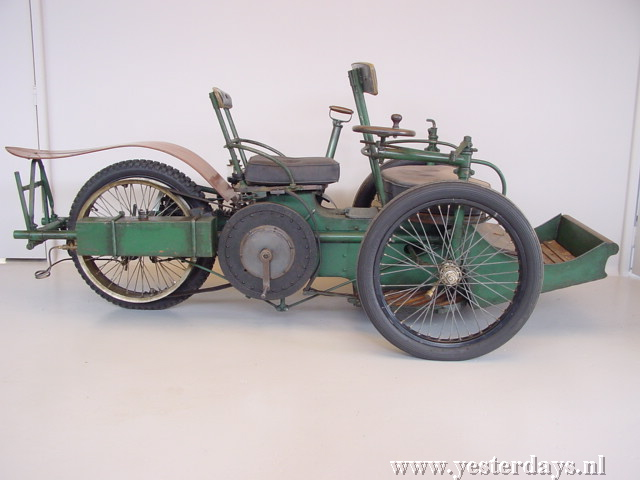
Léon Bollée 800 cc tricar uit 1896

Een tricar is een driewielig motorvoertuig.
In de beginjaren van de motorvoertuigtechniek was het niet duidelijk welk voertuig de voorkeur genoot, de vierwielige automobiel, de driewielige tricar, de eveneens driewielige tricycle of de tweewielige motorfiets.
Tricars hadden in het algemeen twee voorwielen en één achterwiel en konden dan qua opzet lijken op forecars, maar die hadden een balhoofd en motorfietsstuur en dus geen naafbesturing. Een bekende fabrikant van tricars was Léon Bollée, die zijn voertuigen voiturette noemde. Hoewel de tricar in de vergetelheid is geraakt, worden tegenwoordig de trikes weer populair.

## Video
- Proefrit Leon Bollee 1897